# 大津市立瀬田中学校
大津市立瀬田中学校（おおつしりつせたちゅうがっこう）は、滋賀県大津市大江七丁目にある公立中学校。

## 沿革
- 1947年（昭和22年）4月 - 栗太郡瀬田町瀬田大江133に、瀬田町立瀬田中学校として開校する。
- 1948年（昭和23年）
  - 9月 - 瀬田町上田上村下田上村大石村組合立栗南中学校に改称し、西校舎が神領460に竣工する。
  - 校章を制定[2]。詳細は後述。
- 1949年（昭和24年）9月 - 瀬田町大石村組合立栗南中学校に改称する。
- 1951年（昭和26年）7月 - 瀬田町大石村組合立瀬田中学校に改称する。
- 1955年（昭和30年）
  - 4月 - 瀬田町大石村組合立瀬田第一中学校に改称する。
  - 9月 - 瀬田町立瀬田中学校に改称する。
- 1963年（昭和37年）6月 - 学校給食を開始する。
- 1967年（昭和42年）4月 - 栗太郡瀬田町が大津市へ編入されたため、大津市立瀬田中学校に改称する。
- 1970年（昭和45年）2月 - 火災で図書・保険・美術の各室を焼失する。
- 1975年（昭和50年）12月 - 新校舎が瀬田大江町777に竣工し、神領町から移転する。
- 1976年（昭和51年）1月 - 新校舎移転新築記念式典を挙行。式典が行われた1月13日を開校記念日に制定し、新校歌の制定を行う[2]。
- 1978年（昭和53年）
  - 4月 -  スライド式時間割を採用。併せて、学校給食を廃止する。
  - 8月 - LL教室が完成する。部室を増築し、生徒用ロッカーを設置する。
- 1981年（昭和56年）4月 - 生徒急増のため、校区を分離するまでの間は教科教室方式を採用する。
- 1983年（昭和58年）4月 - 大津市立瀬田北中学校を分離する。
- 1997年（平成9年）8月 - カウンセリングルームが竣工する。
- 1998年（平成10年）4月 - 「朝の読書」を日課とする。
- 1999年（平成11年）11月 - 「お茶の作文コンクール」（主催：京都新聞社）で学校奨励賞を受賞する。
- 2000年（平成12年）3月 - 長年にわたる福祉活動が認められ、滋賀県社会福祉協議会長より表彰を受ける。
- 2004年（平成16年）2月 - 学校保健（学校環境衛生）優良校の表彰を受ける。
- 2014年（平成26年）4月 - 滋賀医科大学医学部附属病院内に院内学級を開設した[3]。

（注記なき出典：）

## 基礎データ

### 象徴
- 校歌 - 作詞：木村篤子、作曲：西村義彦 [2]
- 校章 - 「中」という漢字を基本としたデザインであるが、その字の下はペン先を模したものとなっている[2]。なお、このデザインは瀬田の唐橋にある擬宝珠（）を逆さにした形をイメージしたものである[2]。

### スローガン
- 校訓 - 自主・自律[1]
- 教育目標 - きたえ・高め合い・学び続ける子供[1]

## 部活動
- 運動部 - 陸上・野球（男）・ソフトボール（女）・バレーボール・バスケットボール・ソフトテニス・卓球・バドミントン・サッカー（男）・ボート[5]
- 文化部 - 吹奏楽・美術・家庭・日本文化・コンピュータ[5]

備考
- 「（男）」と記した部活（男子のみ）は、女子も入部することができる。なお、「（女）」と記した部活（女子のみ）は男子も入部することができるが、男子だけで試合に出場することはできない。
- ボート部は全国大会への出場が多く、第34回全日本中学選手権競漕大会の種目別で金メダルと銀メダルを獲得し、第43回全日本中学選手権競漕大会では女子ボート部が舵手付きクォドルプルでAチームが2位に、団体成績で総合2位に入賞した。男子ボート部も全国大会で決勝に出場したことがある。
- 吹奏楽部も全国大会への出場歴があり、1982年（昭和57年）に全日本吹奏楽コンクールで銀賞を、1995年（平成7年）に全日本アンサンブルコンテストで銅賞を、1996年（平成8年）に行われた同大会で銀賞をそれぞれ受賞した。

## 学区
- 大津市立瀬田小学校と大津市立瀬田南小学校の校区全域[10]。

## アクセス
- JR琵琶湖線（東海道本線）瀬田駅
  - 同駅から帝産湖南交通または近江鉄道バス。「一ツ松」停留所下車、徒歩約9分[11]。
  - 同駅から徒歩約15分[11]。

備考
- 以前は近江鉄道バス「瀬田中学校前」停留所が当校付近にあったが、同停留所は2022年4月1日のダイヤ改正で廃止となった[12]。路線の詳細は近江鉄道バス#大江循環線を参照。